# 篠ノ井杵淵
篠ノ井杵淵（しののいきねぶち）は、長野県長野市の地名（町丁）。

## 地理
長野盆地中央、千曲川の左岸に位置する。
「杵渕」という地名は川の沿岸（川べり）の地形から発祥したものとされる。
町域内では米や麦、ナガイモ、タマネギといった野菜やリンゴが生産されている。

## 歴史
中世、鎌倉時代のころ杵渕郷と見える。近世、江戸時代は更級郡杵渕村で、松代藩領であった。

### 沿革
- 1889年（明治22年）4月1日 - 市町村制施行。当時は更級郡西寺尾村の一部。
- 1955年（昭和30年）4月1日 - 西寺尾村が埴科郡松代町・豊栄村・寺尾村と合併し、新発足した松代町の一部となる。
- 1957年（昭和32年）8月1日 - 杵淵地区が松代町から更級郡篠ノ井町に編入され、その一部となる。
- 1959年（昭和34年）5月1日 - 新発足した篠ノ井市の一部となる。
- 1966年（昭和41年）10月16日 - 篠ノ井市が長野市に合併し、長野市の一部「篠ノ井杵渕」となる。
- 1975年（昭和50年） - 町域の一部が東犀南となる。